# 唐房
唐房（とうぼう）は、佐賀県唐津市の地名。郵便番号は847-0122。

## 地名
九州沿岸部に唐房という地名は複数残っている。主にチャイナタウンという意味など中国との関係がある地域である。
佐志村に吸収され佐志村唐房、佐志町唐房であったが現在は唐津市唐房

## 地形
東松浦半島の付け根に位置し周囲は山で囲まれて平地は少ない沿岸地域。玄界灘の唐津湾には面しているが波は穏やかで静か。
大島から黒崎（広域で相賀崎）までの海を唐房湾と呼んでいた。

## 地域
隣接する地域は浦と佐志浜町のみ。浦や佐志浜町あたりをざっくりと唐房と言ったりする事が多い。冠に「唐房」がつくことがある。特に浦と唐房あたりは町境が入り組み浦地区には唐房の飛び地が存在する。
現在唐房は7丁目まで存在する。
唐房での呼び名
- 唐房一丁目 - 幸手組（こうでぐみ）
- 唐房二丁目 - 秋葉組（あきばぐみ）
- 唐房三丁目 - 八郎組（はちろうぐみ）
- 唐房四丁目 - 蛭子組（えびすぐみ）
- 唐房五丁目 - 高札組（ちゅうぐみ）
- 唐房六丁目 - 原組（はらぐみ）
- 唐房七丁目 - 昭和組・浦（しょうわぐみ・うら）

## 産業
小規模ながら朝市が存在する。通りには小売店や個人経営のお店が立ち並ぶ。
漁業が盛んでかつてはイワシ漁で栄えた。現在はイワシ、マダイ、ケンサキイカ、マアジ、エビが水揚げされる。ワカメの養殖、牡蠣の養殖を行う。

## 世帯数と人口
2022年（令和4年）2月1日現在の世帯数と人口は以下の通りである。
| 町丁       | 世帯数  | 人口    |
| ---------- | ------- | ------- |
| 唐房一丁目 | 78世帯  | 144人   |
| 唐房二丁目 | 40世帯  | 84人    |
| 唐房三丁目 | 47世帯  | 98人    |
| 唐房四丁目 | 49世帯  | 111人   |
| 唐房五丁目 | 49世帯  | 93人    |
| 唐房六丁目 | 247世帯 | 583人   |
| 唐房七丁目 | 29世帯  | 59人    |
| 計         | 539世帯 | 1,172人 |

## 小・中学校の学区
市立小・中学校に通う場合、学区は以下の通りとなる。
| 番地 | 小学校             | 中学校             |
| ---- | ------------------ | ------------------ |
| 全域 | 唐津市立佐志小学校 | 唐津市立佐志中学校 |

## 交通

### バス
- 昭和バス

### 道路
- 国道204号・国道382号 - とくに唐房入口交差点からの湊町方面への道は狭く市街地を通るため、渋滞や事故が発生しやすい。現在は日本国有鉄道呼子線跡地のトンネルを工事し、唐房バイパスのトンネルが貫通した。2023年（令和5年）11月12日に開通した[5][6][7][8]。
- 佐賀県道23号唐津呼子線  - 呼子・鎮西・玄海方面。岩野交差点まで坂道。

## 行事
- 唐房祇園山笠 - かつては浜崎系の山笠で夏場におこなわれる。かつてはヤマは6台あったが現在は1台のみ。

2024年に浜崎系の山笠から唐津くんちの曳山を模した山に新調。
- 千年祝い唄 - 金比羅神社の秋季大祭で神事の後に地元に古くから伝わる「千越（せんこし）祝い唄」を奉納する。今季の漁に感謝の意を表し、来季の豊漁や漁の安全を祈願する唄である。「千越祝い唄」は、かつてカタクチイワシが大漁であった時に地区を挙げて喜び、歌ったもので代々歌い継がれてきた。昭和４０年代ごろから一時途絶えたが、平成に入って復活。

## 施設
- 唐房保育園
- 黒崎神社
- 黒崎山
- 佐賀玄海漁業協同組合 唐津支所
- 佐賀県高等水産講習所
- 佐賀県玄海水産振興センター
- 唐津市立佐志小学校